# Glenrae (rivière)
La rivière Glenrae (anglais : Glenrae River) est un cours d’eau de la région de  Canterbury, dans le district de Hurunui, dans l’Île du Sud de la Nouvelle-Zélande et un affluent du fleuve Hurunui.

## Géographie
De 20 km de longueur, elle prend naissance dans la chaîne de ‘Glynn Wye Range’ près du mont Skiddaw et s’écoule à travers le Parc forestier du lac Sumner vers le sud et ensuite au sud-est pour se déverser dans le fleuve Hurunui, qui lui-même, se déverse dans l’Océan Pacifique.

## Affluents
Ses affluents comprennent «Devils Creek» et «Robyne Creek»,.